# Werner Lorenz
Werner Lorenz (2. oktober 1891 i Grünhof - 13. marts 1974 i Hamburg) var SS-Obergruppenführer, General i Waffen-SS og blev efter 2. verdenskrig dømt som krigsforbryder.
Lorenz gjorde militær karriere allerede under 1. verdenskrig, hvor han som fanebærer for et Dragonregiment kom til fronten i august 1914. Han opnåede for sin indsats jernkorset af 2. klasse. Senere blev han forfremmet til stabsofficer og opnåede kort før krigens afslutning jernkorset af 1. klasse. 
I 1929 meldte han sig ind i NSDAP op fik medlemsnummer 397.994. I 1933 blev han medlem af Landdagen i Preussen og desuden fra november 1933 medlem af rigsdagen
Han gjorde hurtigt karriere i SS og i 1939 blev han Heinrich Himmlers næstkommanderende, og i juni 1941 fik han sit eget SS-Hauptamt. Parallelt hermed var han befuldmægtiget for internationale tjenester under Rudolf Hess. Efter 2. verdenskrigs afslutning blev han kortvarigt interneret i England, men overførtes til Nürnberg, hvor han i en af de såkaldte efterfølgende Nürnbergprocesser (RuSHA retssagen), der fulgte efter hovedretssagen; Nürnbergprocessen, blev idømt 20 års fængsel i 1948. Han fik dog nedsat straffen to gange og blev løsladt i 1955.

## Datoer for militære udnævnelser[4]
- SS-Sturmbannführer: March 31, 1931
- SS-Standartenführer: July 7, 1931
- SS-Oberführer: November 9, 1931
- SS-Brigadeführer: July 1, 1933
- SS-Gruppenführer: November 1, 1933
- SS-Obergruppenführer: November 9, 1936
- SS-Obergruppenführer und General der Polizei: August 15, 1942
- SS-Obergruppenführer und General der Waffen-SS: November 9, 1944